# Meir Dizengoff

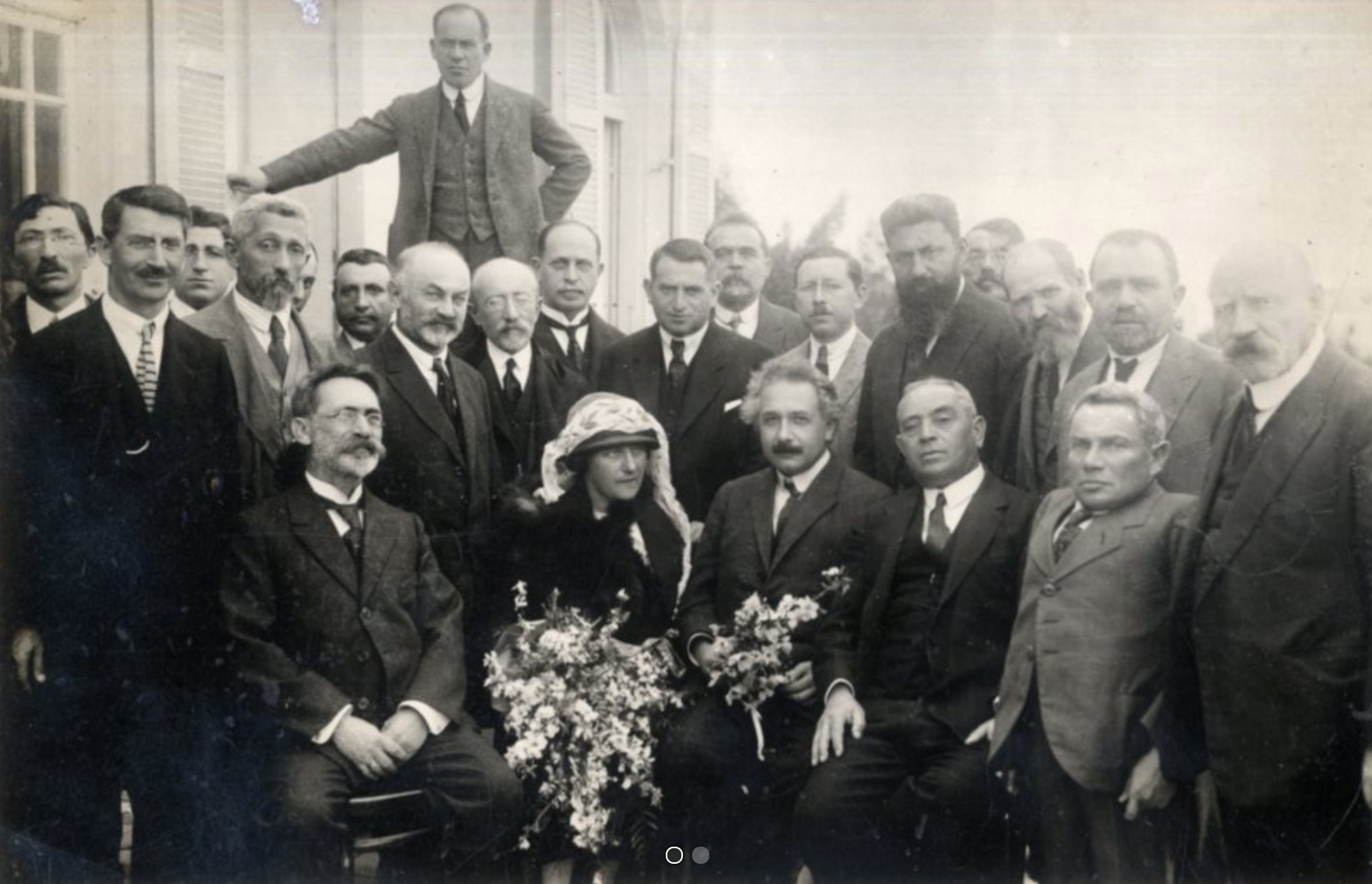
Dizengoffs ontmoeting met Albert Einstein, 1925.

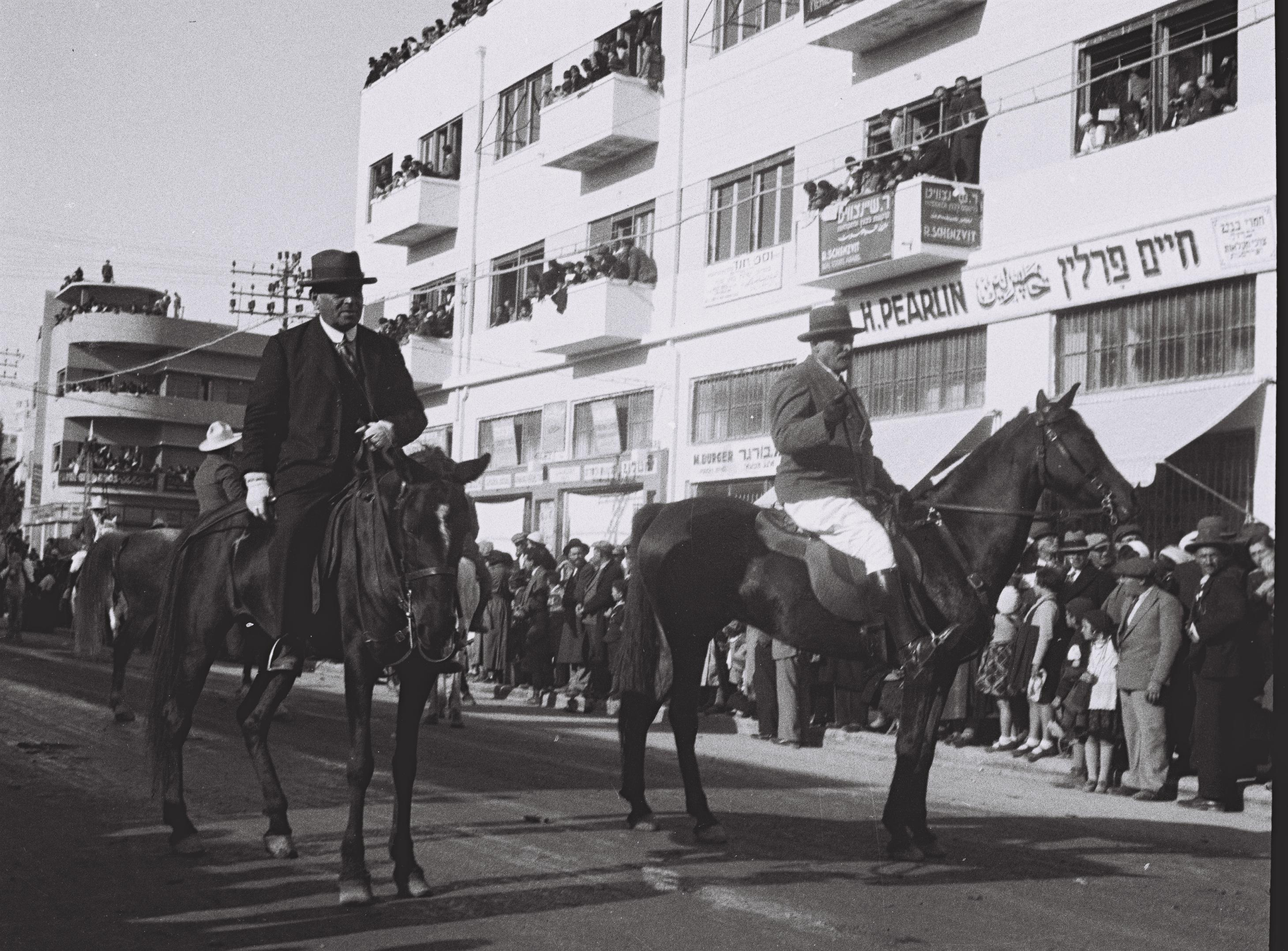
Dizengoff te paard door Tel Aviv tijdens een parade, 1934.

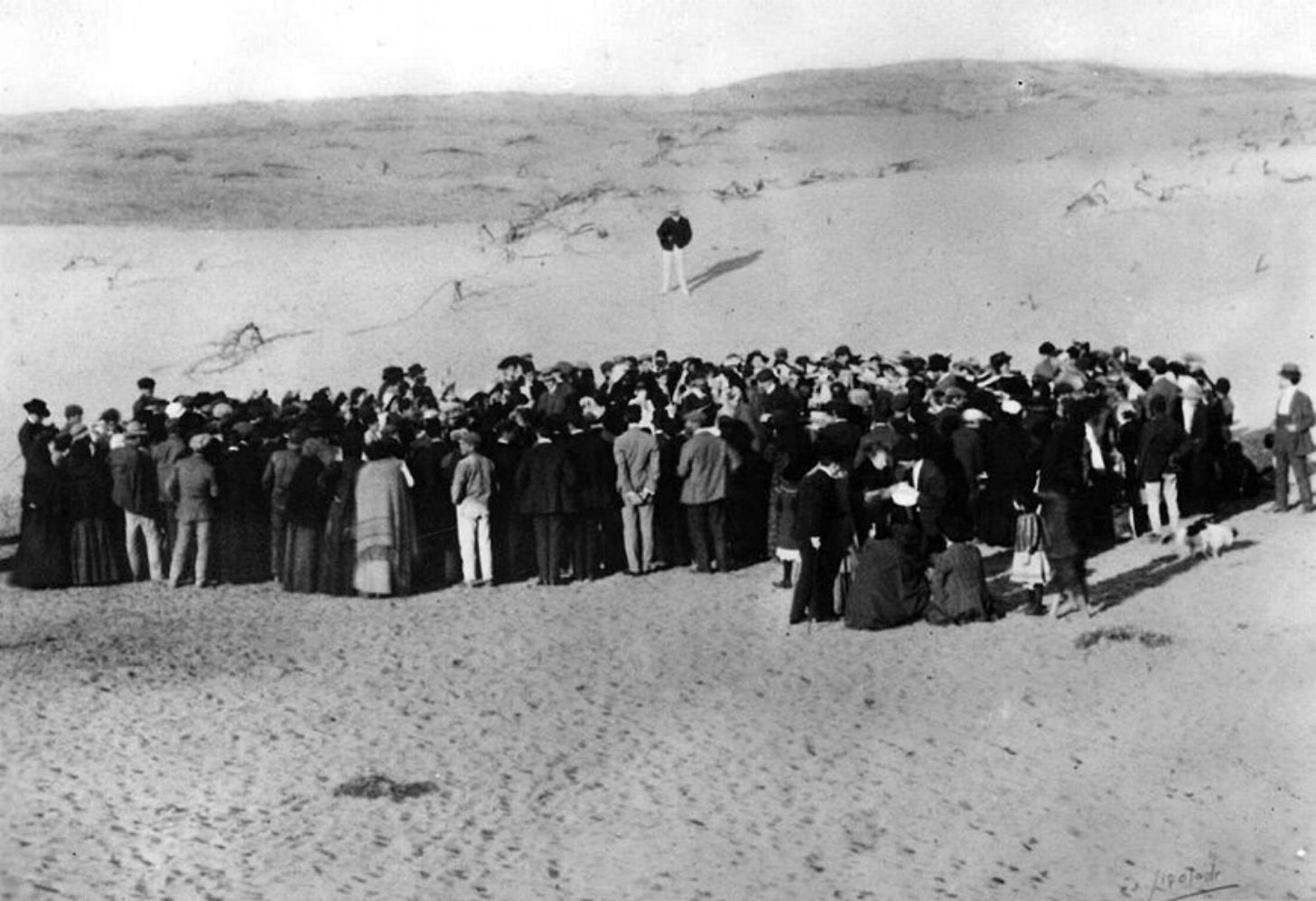
De oprichting van Tel Aviv, 1909.

Meir Dizengoff (Hebreeuws: מֵאִיר דִּיזֶנְגּוֹף; Russisch: Меер Янкелевич Дизенгоф, Meer Yankelevich Dizengof)) (Echimăuți (in Bessarabië), 25 februari 1861 — Tel Aviv (in Mandaatgebied Palestina), 23 september 1936) was een zionistische leider en politicus, en de oprichter en eerste burgemeester van Tel Aviv. Dizengoffs activiteiten hebben bijgedragen tot de oprichting van de staat Israël.

## Vroege jaren
Dizengoff werd in 1861, op Sjoesjan Poerim, geboren in het dorp Echimăuți, nabij de stad Orhei. In 1878 verhuisde het gezin naar Chisinau, waar Dizengoff de middelbare school afrondde en aan de polytechnische school studeerde. In 1882 nam hij vrijwillig dienst in het keizerlijke Russische leger en diende hij tot 1884 in Zjytomyr, dat tegenwoordig in het noordwesten van Oekraïne ligt. Daar ontmoette hij voor het eerst Zina Brenner, met wie hij begin 1890 trouwde. Na zijn militaire dienst bleef Dizengoff in Odessa, waar hij de arts en zionistische activist Leon Pinsker, journalist en essayist Ahad Ha'am en anderen ontmoette, en zich aansloot bij de Hovevei Zion-beweging. Ook raakte Dizengoff in Odessa betrokken bij de ondergrondse extreemlinkse terreurgroep Narodnaja Volja. In 1885 werd hij gearresteerd wegens oproer en bracht hij acht maanden door in de gevangenis. Na zijn vrijlating keerde Dizengoff terug naar Kishinev en stichtte hij de Bessarabische tak van Hovevei Zion, die hij vertegenwoordigde op de conferentie van 1887. Hij verliet Chisinau in 1888 om chemische technologie te studeren aan de Sorbonne in Parijs. Daar ontmoette hij Elie Scheid, een vertegenwoordiger van de projecten van Edmond James de Rothschild in het Ottomaanse Palestina.

## Zionistisch leiderschap
Terug in Chisinau ontmoette Dizengoff de zionistische ideoloog Theodor Herzl en werd een fervent volgeling. Dizengoff was echter fel gekant tegen de Britse Oeganda-regeling, die door Herzl op het zesde zionistische congres werd gepromoot. In plaats daarvan gaf Dizengoff de voorkeur aan de vorming van Joodse gemeenschappen in Palestina. Hij werd actief betrokken bij de aankoop van grond en de oprichting van Joodse gemeenschappen, met name in Tel Aviv.
Dizengoff werd algemeen beschouwd als een leider voorafgaand aan de oprichting van de staat Israël. Verscheidene vooraanstaande wereldleiders die naar het Ottomaanse Palestina en het Britse Mandaat reisden, ontmoetten Dizengoff als vertegenwoordiger van de Joodse gemeenschap. Een van hen was de Britse politicus Winston Churchill.

## De oprichting van Tel Aviv
In 1905 vestigde Dizengoff zich in Jaffa. Daar richtte hij het Geulah-bedrijf op, dat land in Palestina kocht van Arabieren. Dizengoff hield zich bezig met importactiviteiten, met name machines en auto's ter vervanging van de paardenkoetsen die hadden gediend als het primaire transport van de haven van Jaffa naar Jeruzalem en andere steden. Ook was hij mede-oprichter van een bootmaatschappij die zijn naam droeg. Toen Dizengoff in 1909 hoorde dat bewoners zich organiseerden om een nieuwe wijk te bouwen, vormde hij een partnerschap met de vereniging Ahuzat Bayit (Hebreeuws voor 'huislandgoed') en kocht hij land aan de rand van Jaffa, dat door loting werd verkaveld aan de vroege kolonisten.
De wijk kreeg in eerste instantie de naam Ahuzat Bayit, vernoemd naar de vereniging, maar een jaar later werd deze veranderd naar Tel Aviv (Hebreeuws voor 'lenteheuvel'), naar de Bijbelse naam Tel Abib en tevens de titel van de Hebreeuwse vertaling van Herzls boek Altneuland uit 1902.

## Burgemeesterschap
Dizengoff en zijn vrouw behoorden tot de eerste zesenzestig families die zich op 11 april 1909 verzamelden op een zandduin ten noorden van Jaffa. Dizengoff werd in 1911 hoofd van de stadsplanning, een functie die hij tot 1922 bekleedde. Hij was nauw betrokken bij de ontwikkeling van de wijk en de snelle uitbreiding ervan. Direct na de Arabische rellen van april-mei 1921 haalde Dizengoff de autoriteiten van het Britse mandaat over om Tel Aviv te erkennen als een onafhankelijke gemeente en niet als een deel van Jaffa. Toen Tel Aviv als stad werd erkend, werd Dizengoff tot burgemeester gekozen. Hij bleef in functie tot kort voor zijn dood in 1936.
Dizengoff ligt begraven op de Trumpeldor-begraafplaats in Tel Aviv. De begrafenis werd gefotografeerd door Rudi Weissenstein.

## Trivia
- Gan Meir (Meir Park) en Rehov Dizengoff (Dizengoff Street) zijn naar Dizengoff vernoemd.
- Kikar Tzina Dizengoff (Dizengoff Square) is vernoemd naar Dizengoffs vrouw Zina.
- Na de dood van zijn vrouw schonk Dizengoff zijn woning aan de stad Tel Aviv, om er een kunstmuseum van te maken, het latere Tel Aviv Museum of Art.
- Sinds de verhuizing van het museum doet Dizengoffs voormalige woning dienst als de Independence Hall, waar zich zowel een monument bevindt ter ere van de eerste zesenzestig families van Tel Aviv als een standbeeld van Dizengoff.